# پورت اندرو (ویسکانسین)
پورت اندرو (به انگلیسی: Port Andrew) یک منطقهٔ مسکونی در ایالات متحده آمریکا است که در شهرستان ریچلند، ویسکانسین واقع شده‌است. پورت اندرو ۲۰۹٫۱ متر بالاتر از سطح دریا واقع شده‌است.